# Себектет
Себектет — давньоєгипетська богиня, яка супроводжувала Себека. З'явилася в пізній період. Її часто іменували «велика володарка Себектет». Зображувалася з головою крокодила, як і Себек, і виконувала ті ж функції, що і він, а саме — вважалася богинею води, Нілу і воїнства.